# الثنية (مأرب)
الثنية هي إحدى قرى عزلة ال مشعل بمديرية مأرب التابعة لمحافظة مأرب، بلغ تعداد سكانها 39 نسمة حسب تعداد اليمن لعام 2004.